# 333166 Brennen
333166 Brennen è un asteroide della fascia principale esterna. Scoperto nel 2006, presenta un'orbita caratterizzata da un semiasse maggiore pari a 3,068581 UA e da un'eccentricità di 0,101986, inclinata di 17,564354° rispetto all'eclittica. Ha un diametro di 6,303 km e un'albedo di 0,034.
Brennen D. Miller è un ingegnere di sistemi statunitense che lavora alla missione OSIRIS-REx per il recupero di campioni da un asteroide. I suoi principali contributi includono il coordinamento delle attività di misurazione della massa del campione e i riavvii del veicolo spaziale. Prima di ricoprire questo ruolo, ha fornito supporto al programma del telescopio spaziale Hubble.